# Código de Posturas

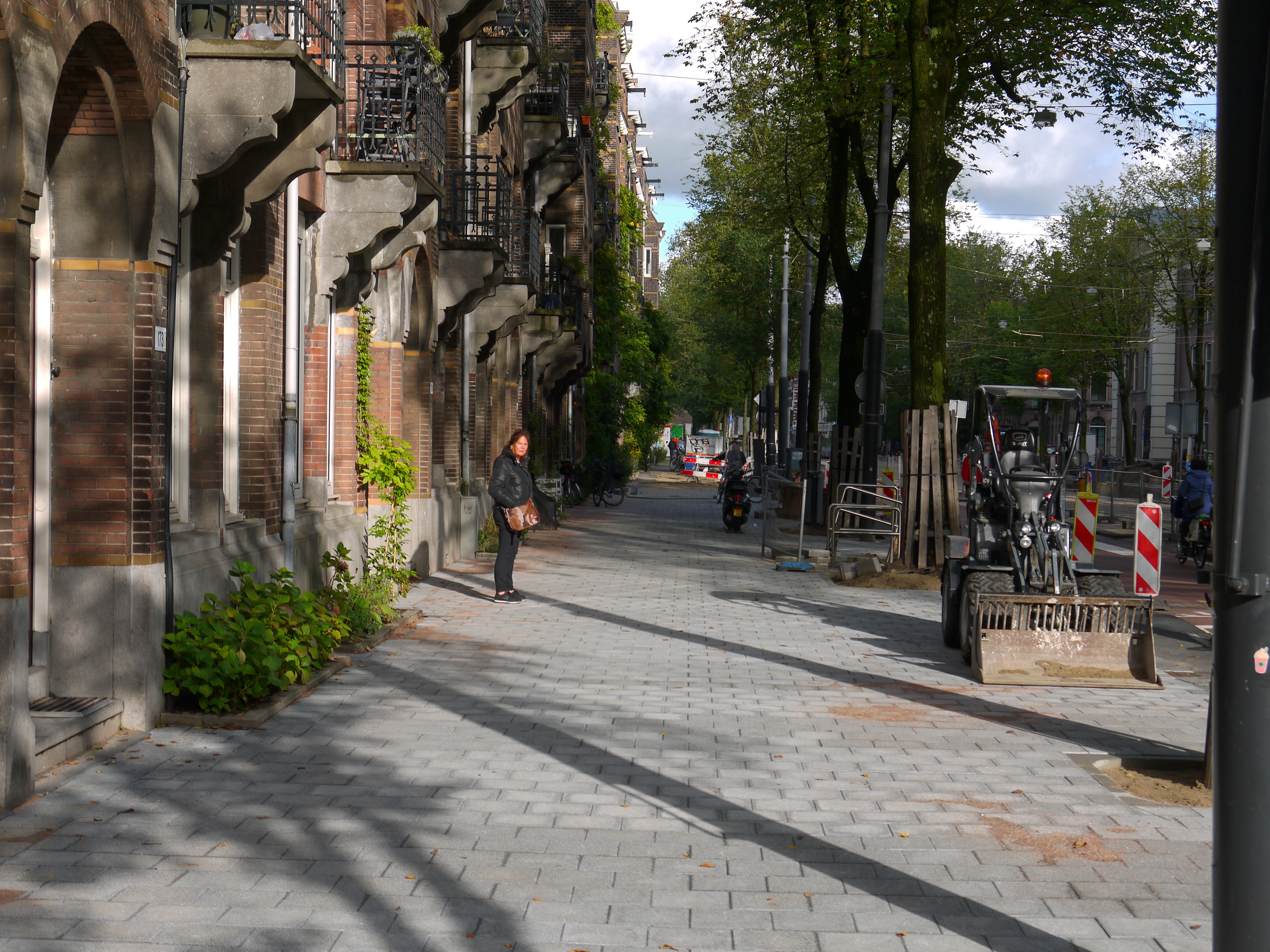
As dimensões, tipos de acabamentos, existência e localização de jardins e equipamentos urbanos em logradouros públicos são disciplinados pelos Códigos de Posturas

Código de Posturas, também chamado de Posturas Municipais, é o nome dado à legislação, geralmente municipal, que disciplina as normas de conduta para o convívio e o desempenho de atividades individuais e coletivas no espaço urbano.

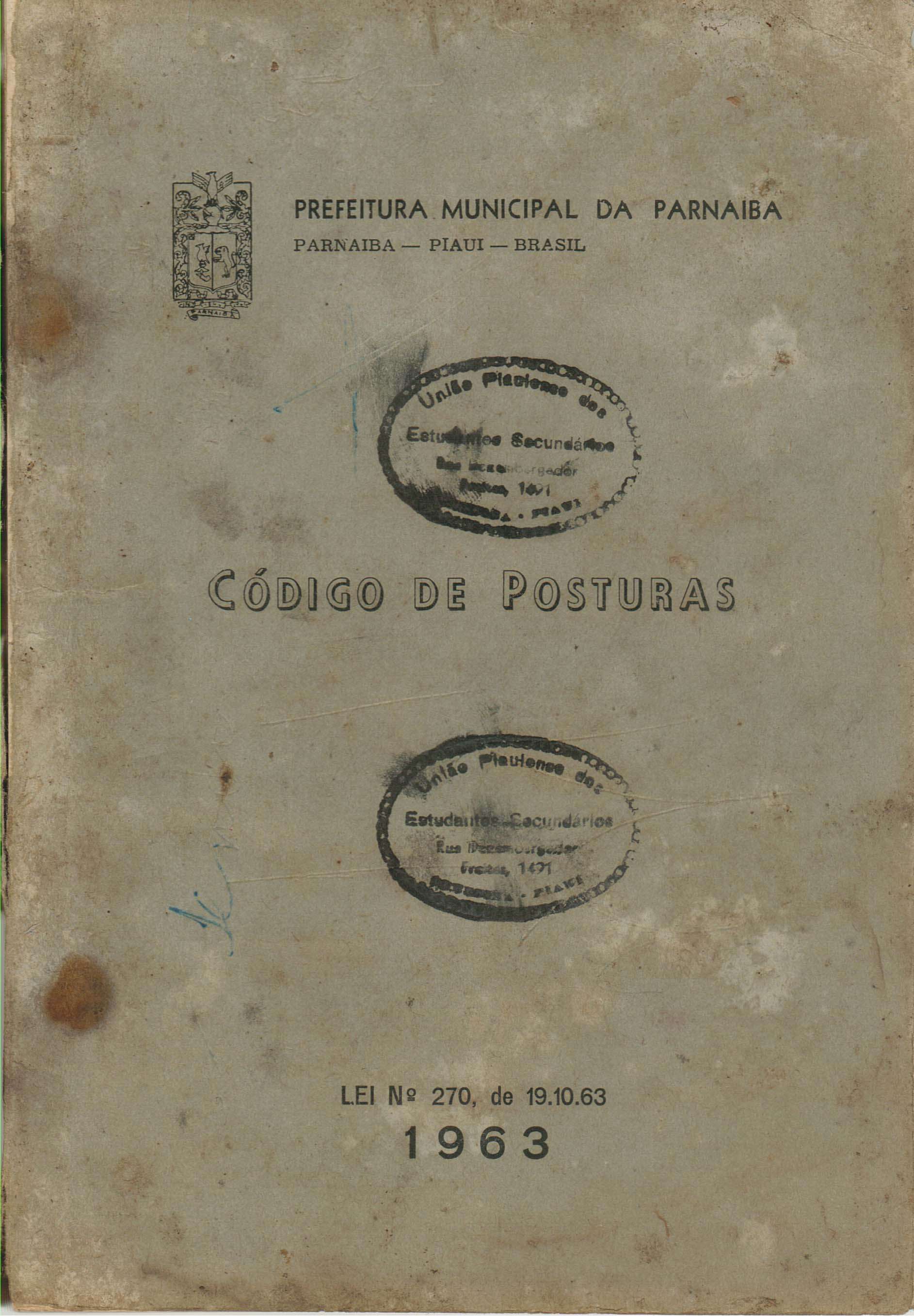
Código de posturas de Parnaíba, Piauí, 1963.

## Histórico
Nos países lusófonos, as posturas surgem para "regular todas as espécies de relações estabelecidas entre os vizinhos, as de natureza puramente civil, as de carácter económico e as simples medidas preventivas de índole policial. É esta a trajectória seguida no primeiro período da sua evolução. No segundo período a postura, entrando numa fase de repouso, estabiliza, cristalizando no conceito de lei preventiva de polícia elaborada pelas câmaras para a boa ordem das relações entre os vizinhos e regulamentação das actividades económicas."
Na prática, as posturas disciplinam limites e parâmetros para a produção de ruídos, o uso e a manutenção de espaços públicos como calçadas e praças e o uso de engenhos de publicidade, dentre outros parâmetros de convivência no espaço urbano.

## No Brasil
Os Códigos de Posturas surgiram no Brasil no período colonial a partir da necessidade de se delinear, no ordenamento jurídico, as relações sociais, de produção e de convivência no espaço urbano. Seu objetivo é disciplinar as disposições referentes às atribuições da esfera municipal, regulando parâmetros para o desempenho de atividades comerciais, industriais e de serviços com o objetivo de assegurar o bem-estar da comunidade. A partir da Constituição brasileira de 1988, os municípios adquirem atribuição exclusiva para legislar sobre assuntos de interesse local, de forma que os códigos de posturas assumem caráter normativo exclusivo da esfera municipal.